# Lastreopsis grayi
Lastreopsis grayi är en träjonväxtart som beskrevs av D. L. Jones. Lastreopsis grayi ingår i släktet Lastreopsis och familjen Dryopteridaceae. Inga underarter finns listade.